# Squash nos Jogos Pan-Americanos de 2019 - Equipes masculinas
A competição por equipes masculinas do squash nos Jogos Pan-Americanos de 2019 ocorreu de 28 a 31 de julho, no CAR Voleibol em Lima.
Os Estados Unidos conquistaram o ouro ao derrotar a Colômbia nas finais. O defensor do título, Canadá, e o México, levaram para casa bronzes.

## Calendário
Horário local (UTC-5).
| Data        | Horário | Fase                |
| ----------- | ------- | ------------------- |
| 28 de julho | 11:30   | Fase de grupos      |
| 29 de julho | 11:30   | Fase de grupos      |
| 29 de julho | 18:30   | Fase de grupos      |
| 30 de julho | 9:00    | Oitavas de final    |
| 30 de julho | 19:00   | Quartas de final    |
| 31 de julho | 11:00   | Disputa do 5º ao 8º |
| 31 de julho | 11:00   | Semifinal           |
| 31 de julho | 19:00   | Final               |

## Medalhistas
|  | USA Estados Unidos                       |  | COL Colômbia                                             |  | CAN Canadá                                 |  | MEX México                                 |
|  | Andrew Douglas Chris Hanson Todd Harrity |  | Miguel Ángel Rodríguez Andrés Herrera Juan Camilo Vargas |  | Shawn Delierre Nick Sachvie Andrew Schnell |  | Alfredo Ávila César Salazar Arturo Salazar |

## Resultados

### Fase de grupos
A fase de grupos foi utilizada como fase de qualificação. As doze equipes foram divididas em quatro grupos de três. Todas as equipes avançaram às oitavas-de-final. Abaixo estão os resultados:

#### Grupo A
| Nação         | J | V | D | SG | SP | PG  | PP  | Pontos |
| ------------- | - | - | - | -- | -- | --- | --- | ------ |
| MEX México    | 2 | 2 | 0 | 15 | 4  | 192 | 117 | 4      |
| PER Peru      | 2 | 1 | 1 | 12 | 9  | 193 | 167 | 2      |
| GUA Guatemala | 2 | 0 | 2 | 3  | 17 | 106 | 208 | 0      |

#### Grupo B
| Nação        | J | V | D | SG | SP | PG  | PP  | Pontos |
| ------------ | - | - | - | -- | -- | --- | --- | ------ |
| COL Colômbia | 2 | 2 | 0 | 15 | 6  | 205 | 187 | 4      |
| BRA Brasil   | 2 | 1 | 1 | 14 | 6  | 209 | 162 | 2      |
| BER Bermudas | 2 | 0 | 2 | 2  | 18 | 138 | 203 | 0      |

#### Grupo C
| Nação              | J | V | D | SG | SP | PG  | PP  | Pontos |
| ------------------ | - | - | - | -- | -- | --- | --- | ------ |
| USA Estados Unidos | 2 | 2 | 0 | 18 | 0  | 198 | 79  | 4      |
| JAM Jamaica        | 2 | 1 | 1 | 6  | 15 | 134 | 208 | 2      |
| CHI Chile          | 2 | 0 | 2 | 6  | 15 | 153 | 198 | 0      |

#### Grupo D
| Nação           | J | V | D | SG | SP | PG  | PP  | Pontos |
| --------------- | - | - | - | -- | -- | --- | --- | ------ |
| CAN Canadá      | 2 | 2 | 0 | 18 | 0  | 202 | 104 | 4      |
| ARG Argentina   | 2 | 1 | 1 | 9  | 13 | 184 | 190 | 2      |
| ESA El Salvador | 2 | 0 | 2 | 4  | 18 | 142 | 234 | 0      |

## Eliminatórias
Abaixo estão os resultados da fase eliminatória.
|  | Oitavas-de-final | Oitavas-de-final | Oitavas-de-final |  |  | Quartas-de-final   | Quartas-de-final   | Quartas-de-final   |   |            | Semifinal          | Semifinal          | Semifinal |  |  | Disputa do ouro | Disputa do ouro | Disputa do ouro |
|  |                  |                  |                  |  |  |                    |                    |                    |   |            |                    |                    |           |  |  |                 |                 |                 |
|  |                  |                  |                  |  |  |                    |                    |                    |   |            |                    |                    |           |  |  |                 |                 |                 |
|  |                  |                  |                  |  |  | MEX México         | MEX México         | 2                  |   |            |                    |                    |           |  |  |                 |                 |                 |
|  | BER Bermudas     | BER Bermudas     | 0                |  |  | ARG Argentina      | ARG Argentina      | 0                  |   |            |                    |                    |           |  |  |                 |                 |                 |
|  | ARG Argentina    | ARG Argentina    | 2                |  |  |                    |                    |                    |   | MEX México | MEX México         | 1                  |           |  |  |                 |                 |                 |
|  | BRA Brasil       | BRA Brasil       | 3                |  |  |                    | USA Estados Unidos | USA Estados Unidos | 2 |            |                    |                    |           |  |  |                 |                 |                 |
|  | CHI Chile        | CHI Chile        | 0                |  |  | BRA Brasil         | BRA Brasil         | 0                  |   |            |                    |                    |           |  |  |                 |                 |                 |
|  |                  |                  |                  |  |  | USA Estados Unidos | USA Estados Unidos | 2                  |   |            |                    |                    |           |  |  |                 |                 |                 |
|  |                  |                  |                  |  |  |                    |                    |                    |   |            | USA Estados Unidos | USA Estados Unidos | 2         |  |  |                 |                 |                 |
|  |                  |                  |                  |  |  |                    | COL Colômbia       | COL Colômbia       | 1 |            |                    |                    |           |  |  |                 |                 |                 |
|  |                  |                  |                  |  |  | CAN Canadá         | CAN Canadá         | 2                  |   |            |                    |                    |           |  |  |                 |                 |                 |
|  | ESA El Salvador  | ESA El Salvador  | 0                |  |  | PER Peru           | PER Peru           | 1                  |   |            |                    |                    |           |  |  |                 |                 |                 |
|  | PER Peru         | PER Peru         | 2                |  |  |                    |                    |                    |   | CAN Canadá | CAN Canadá         | 0                  |           |  |  |                 |                 |                 |
|  | JAM Jamaica      | JAM Jamaica      | 1                |  |  |                    | COL Colômbia       | COL Colômbia       | 2 |            |                    |                    |           |  |  |                 |                 |                 |
|  | GUA Guatemala    | GUA Guatemala    | 2                |  |  | GUA Guatemala      | GUA Guatemala      | 0                  |   |            |                    |                    |           |  |  |                 |                 |                 |
|  |                  |                  |                  |  |  | COL Colômbia       | COL Colômbia       | 2                  |   |            |                    |                    |           |  |  |                 |                 |                 |
|  |                  |                  |                  |  |  |                    |                    |                    |   |            |                    |                    |           |  |  |                 |                 |                 |

### Disputa do 5º-8º lugar
Abaixo estão os resultados da disputa do 5º-8º lugar:
|  | 5º-8º lugar   | 5º-8º lugar   |   |               | 5º lugar   | 5º lugar |  |
|  |               |               |   |               |            |          |  |
|  |               |               |   |               |            |          |  |
|  | ARG Argentina | 1             |   |               |            |          |  |
|  | BRA Brasil    | 2             |   |               |            |          |  |
|  |               |               |   |               |            |          |  |
|  |               |               |   |               |            |          |  |
|  |               |               |   |               | BRA Brasil | 0        |  |
|  |               | GUA Guatemala | 2 |               |            |          |  |
|  |               |               |   |               |            |          |  |
|  |               |               |   |               |            |          |  |
|  |               |               |   |               | 7º lugar   |          |  |
|  |               |               |   |               |            |          |  |
|  | PER Peru      | 0 (WO)        |   | ARG Argentina | 3          |          |  |
|  | GUA Guatemala | 2             |   |               | PER Peru   | 0 (RET)  |  |

### Disputa do 9º-12º lugar
Abaixo estão os resultados da disputa do 9º-12º lugar:
|  | 9º-12º lugar    | 9º-12º lugar |   |              | 9º lugar        | 9º lugar |  |
|  |                 |              |   |              |                 |          |  |
|  |                 |              |   |              |                 |          |  |
|  | BER Bermudas    | 1            |   |              |                 |          |  |
|  | CHI Chile       | 2            |   |              |                 |          |  |
|  |                 |              |   |              |                 |          |  |
|  |                 |              |   |              |                 |          |  |
|  |                 |              |   |              | CHI Chile       | 0        |  |
|  |                 | JAM Jamaica  | 2 |              |                 |          |  |
|  |                 |              |   |              |                 |          |  |
|  |                 |              |   |              |                 |          |  |
|  |                 |              |   |              | 11º lugar       |          |  |
|  |                 |              |   |              |                 |          |  |
|  | ESA El Salvador | 0            |   | BER Bermudas | 1               |          |  |
|  | JAM Jamaica     | 2            |   |              | ESA El Salvador | 2        |  |

## Classificação final
| Posição           | Nação              | Nome                                                     |
| ----------------- | ------------------ | -------------------------------------------------------- |
| Medalha de ouro   | USA Estados Unidos | Andrew Douglas Chris Hanson Todd Harrity                 |
| Medalha de prata  | COL Colômbia       | Miguel Ángel Rodríguez Andrés Herrera Juan Camilo Vargas |
| Medalha de bronze | CAN Canadá         | Shawn Delierre Nick Sachvie Andrew Schnell               |
| Medalha de bronze | MEX México         | Alfredo Ávila César Salazar Arturo Salazar               |
| 5                 | GUA Guatemala      | Edwin Enriquez Alejandro Enriquez Mauricio Sedano        |
| 6                 | BRA Brasil         | Rafael Alarcón Pedro Mometto Diego Tschick               |
| 7                 | ARG Argentina      | Robertino Pezzota Leandro Romiglio Gonzalo Miranda       |
| 8                 | PER Peru           | Andrés Duany Diego Elías Alonso Escudero                 |
| 9                 | JAM Jamaica        | Christopher Binnie Bruce Burrowes Lewis Walters          |
| 10                | CHI Chile          | Maximiliano Camiruaga Matías Lacroix Nova Jaime Pinto    |
| 11                | ESA El Salvador    | Israel Aguilar José Mejia Jose Porras Diaz               |
| 12                | BER Bermudas       | Noah Browne Micah Franklin Nicholas Kyme                 |

1. ↑  «Squash Competition Schedule». www.wrsd.lima2019.pe (em inglês). Lima Organizing Committee for the 2019 Pan and Parapan American Games (COPAL). Consultado em 29 de março de 2021. Cópia arquivada em 24 de julho de 2019
2. ↑  «Pan Am Games : All Over in Lima as USA Claim Both Team Golds». www.thesquashsite.com/. SquashSite. 1 de agosto de 2019. Consultado em 13 de junho de 2020
3. ↑  «Groups - Men's Team». www.lima2019.pe. Lima Organizing Committee for the 2019 Pan American Games. Consultado em 13 de junho de 2020. Cópia arquivada em 13 de junho de 2020
4. ↑  «Results Brackets» (PDF). www.lima2019.pe. Lima Organizing Committee for the 2019 Pan American Games. Consultado em 13 de junho de 2020. Cópia arquivada (PDF) em 13 de junho de 2020